# NIX-Telefon
NIX-Telefon, även kallat "Nix-registret" eller NIX, är ett svenskt register som ägs av Swedma, i vilket konsumenter kan spärra sina telefonnummer mot oönskade telefonsamtal i försäljnings-, marknadsförings- och insamlingssyfte. NIX-Telefon säljer uppgifterna vidare till företag mot en avgift, antingen per kontrollerat nummer eller mot en fast högre licensavgift. NIX-registret tar dock inte ut någon avgift av konsumenter som vill registrera sitt telefonnummer i NIX.
Den som vill klaga på ett svenskt företag som ringer upp nummer trots att de är registrerade i NIX-Telefon kan anmäla företaget till Nixnämnden (tidigare DM-nämnden). Nämnden prövar överträdelser mot branschens regler om NIX-Telefon och direktmarknadsföring.
I juni 2013 infördes möjligheten att även spärra mobiltelefoner.

## Verksamhet
Registret drivs av Föreningen NIX-Telefon, med tio bransch- och intresseorganisationer som medlemmar. I april 2013 bestod medlemmarna av Direkthandelsföretagens förening, Svensk Försäkring, Kontakta, Sveriges Annonsörer, Svenska Bankföreningen, Sveriges Kommunikationsbyråer, Sveriges Marknadsförbund, Sveriges Tidskrifter, SWEDMA och Tidningsutgivarna.  Föreningen NIX-Telefon bildades 1 oktober 1999. År 2000 innehöll registret cirka 60 000 telefonnummer.  I mars 2013 fanns 1,58 miljoner telefonnummer registrerade.
Liknande register finns även i flera andra länder däribland USA:s National Do Not Call Registry och Storbritanniens Telephone Preference Service.

## Om spärren
Den som vill aktivera spärren måste göra det från det telefonnummer som ska spärras. Abonnenten kan även spärra sitt telefonnummer genom en skriftlig aktivering. Hemliga telefonnummer kan dock inte spärras.
Spärren är giltig tills vidare. Det går att häva spärren när som helst. Marknadsförare är enligt marknadsföringslagen skyldiga att kontrollera dessa register innan kontakt tas med konsumenten, med vissa undantag. Om det föreligger ett etablerat kundförhållande (ingånget avtal) mellan en marknadsförare och en privatperson strider det inte mot god marknadsföringssed att ringa personen för att lämna erbjudanden om samma typ av varor eller tjänster, inte ens om personens telefonnummer finns i NIX-Telefon. Det finns även andra undantag.
Om NIX-kunden byter telefonnummer eller överlåter sitt telefonabonnemang hävs spärren.

### Undantag från spärren
Spärren gäller inte mot enkäter, marknadsundersökningar, samhällsinformation, politiska kampanjer, religiös upplysning och liknande, och inte heller mot samtal från företag där personen är kund hos eller har beställt information från. Vidare är det tillåtet att ringa till ett nixat nummer om personen lämnat uttryckligt medgivande till att kontaktas eller personen själv har lämnat personuppgifter och därvid fått information att företaget kan önska ringa denne. Förutsättningen för det senare är dock att privatpersonen givits möjlighet att tacka nej vid informationstillfället.
Eftersom företag inte behöver uppdatera sina register över kundernas telefonnummer gentemot NIX-Telefon oftare än var varannan månad, kan det ta upp till två månader efter beställning innan spärren aktiveras fullt ut.

## Kritik
Konsumentverket riktade våren 2013 kritik mot Nix-Telefon då Nix-Telefoni delgav sina planer på att införa en särskild spärr för mobilnummer. Kritiken gäller inte Nix-registret i sig, utan att säljbranschen samtidigt väntas ändra sina etiska regler så att förbudet mot säljsamtal till mobiltelefoner slopas. Detta kan enligt Konsumentverket leda till fler säljsamtal. De är därför kritiska till att man aktivt måste registrera sig för att undvika säljsamtal och anser att det borde vara tvärtom, det vill säga att personer med mobiltelefon istället får anmäla eventuellt intresse för säljsamtal.
Även flera konsumentpolitiker reagerar kritiskt på att Nix-registret för telefonförsäljning utvidgas till att även omfatta mobilnummer.
Nix-Telefon hänvisar till ett starkt intresse för mobilspärren hos konsumenterna men medger att förändringen kan leda till fler säljsamtal.

### Rättsfall
- PSW Trading dömdes till 500 000 SEK i marknadsstörningsavgift 2011-05-25.[9]